# Ascidiella
Ascidiella Roule, 1884 è un genere di organismi tunicati appartenente alla famiglia Ascidiidae.

## Tassonomia
Sono state identificate tre specie:
- Ascidiella aspersa (Müller, 1776)
- Ascidiella scabra (Müller, 1776)
- Ascidiella senegalensis Michaelsen, 1914